# Jim Carter
Jim Carter, eredeti születési nevén James Edward Carter (Harrogate, Yorkshire, Egyesült Királyság, 1948. augusztus 19. – ) brit (angol) színpadi, film- és televíziós karakterszínész. A Brit Birodalom Rendje tiszti keresztjének tulajdonosa (OBE).

## Élete

### Származása
Harrogate-ben született, Yorkshire nyugati részén. Anyja a WLA szervezetben dolgozott, majd iskolatitkár lett. Apja a brit véderő Légügyi Minisztériumában dolgozott. Jim Carter a harrogate-i Ashville College-ba járt, majd a Sussexi Egyetemen kezdett tanulni, ahol az egyetemi színjátszó társulat kiemelkedő tagja lett. A Serjeant Musgrave’s Dance c. diákszínházi produkciót a frissen megnyílt városi Gardner Arts Centre színház is bemutatta. Két év után Carter otthagyta az egyetemet és egy brightoni vándor színjátszó csoporthoz csatlakozott.

### Színészi pályája
Az 1970-es években Carter a londoni Madhouse Company vígjáték-színtársulat tagjaként dolgozott. Első filmszerepei közé tartozott az Azúrkék Férfi az 1980-as Flash Gordon tudományos-fantasztikus filmben. Számos színvonalas filmszerep után 1999-ben a Szerelmes Shakespeare-ben nyújtott alakításáért (több szereplőtársával együtt) elnyerte a Screen Actors Guild-díjat. 2010–2015 között a Downton Abbey című, többszörösen díjazott tévésorozatban Carson komornyikot játszotta. Ezért a szerepért 2012-ben Primetime Emmy-díjra jelölték.
2019 elején Carter megkapta a Brit Birodalom Rendje tiszti osztályát (OBE), a drámai színházi műfajban kifejtett munkásságáért.

### Magánélete
1983 októberében feleségül vette Imelda Staunton angol színésznőt. 1993-ban megszületett egyetlen leányuk, Bessie Beatrice Carter, aki szüleihez hasonlóan színésznőnek állt. Jim Carter és felesége 2019 óta Észak-London West Hampstead negyedében él.

## Főbb filmszerepei
- 1980: Fox, tévésorozat; két epizódban, Cliff Ryan
- 1980: Flash Gordon; Azúrkék férfi
- 1984: Top Secret; Déjà Vu francia ügynök
- 1984: Farkasok társasága (The Company of Wolves); második férj
- 1984: Magánpraxis (A Private Function); Noble felügyelő
- 1985: Özvegyek (Widows), tévé-minisorozat; D.I. Frinton
- 1985: Az éneklő cowboy (Rustlers’ Rhapsody); Blackie
- 1986: Nászéjszaka kísértetekkel (Haunted Honeymoon); Montego
- 1986: Az éneklő detektív (The Singing Detective), tévé-minisorozat; Mr. Marlow
- 1988: Chinese Blues; Mr. Constantinides
- 1988: A Very British Coup, tévésorozat; Tom Newsome brit külügyminiszter
- 1988: A Tizedik (The Tenth Man), tévéfilm; Pierre
- 1989: Szivárvány (The Rainbow); Mr. Harby
- 1989: Erik, a viking (Erik the Viking), Jennifer the Viking / erőszaktevő
- 1990: Boszorkányok (he Witches); fő-főnök
- 1990: Osztogatás, fosztogatás (The Gravy Train) tévé-minisorozat; Personip
- 1991: Baleseti sebészet (Casualty), tévésorozat; Matthew Charlton
- 1992: Kend a portásra! (Blame It on the Bellboy); Rossi
- 1992: Judeai történet (Incident in Judaea), tévéfilm; Afranius
- 1992: Soldier Soldier, tévésorozat; Derek Tierney felügyelő
- 1992: Sztálin (Stalin), tévéfilm; Szergo Ordzsonikdze
- 1993: A disznó órája (The Hour of the Pig); Mathieu
- 1993: Négy dínó New Yorkban (We’re Back! A Dinosaur’s Story), animációs film; hang
- 1994: Fekete szépség (Black Beauty); John Manly
- 1994: Frankenstein; végrehajtó
- 1994: György király (The Madness of King George); Mr. Fox
- 1995: III. Richárd (Richard III); Lord William Hastings
- 1995: Groteszk (The Grotesque); George Lecky
- 1995: Veled is megtörténhet (It Could Be You); Wally „Lottery” Whaley
- 1996: Fújhatjuk! (Brassed Off); Harry
- 1997: Vidám háború (Keep the Aspidistra Flying); Erskine
- 1997: Fényes hajtincsek (Bright Hair); Norman Devenish
- 1998: Vigo – Egy szenvedélyes élet (Vigo); Bonaventure
- 1998: Szerelmes Shakespeare (Shakespeare in Love); Ralph Bashford
- 1998: A légiós (Legionnaire); Lucien Galgani
- 2000: Az ezeregy éjszaka meséi (Arabian Nights]; tévé-minisorozat, Dzsafár
- 2000: A vörös Pimpernel (The Scarlet Pimpernel), tévésorozat; La Forge tábornok
- 2000: 102 kiskutya (102 Dalmatians); Armstrong nyomozó
- 2001: Így élünk most (The Way We Live Now), tévé-minisorozat; Mr. Brehgert
- 2001: Az égig érő paszuly legendája (Jack and the Beanstalk: The Real Story), tévé-minisorozat; Odin, bizottsági tag
- 2002: Dinotópia – Őslények szigete (Dinotopia); Waldo polgármester
- 2002: A szív és vidéke (Heartlands); Geoff
- 2002: Dalziel és Pascoe nyomoz (Dalziel and Pascoe), tévésorozat; Ted Lowry
- 2003: Őfelsége kapitánya: Kötelesség (Hornblower: Duty); Etheridge
- 2003: Trója – Háború egy asszony szerelméért (Helen of Troy), tévé-minisorozat; Pirithusz
- 2003: Fiatalság, bolondság (Bright Young Things); fővámtiszt
- 2003: Az alkoholista (16 Years of Alcohol); igazgató
- 2003: Pompeii: Egy város utolsó napja (Pompeii: The Last Day), tévéfilm; Polübiusz
- 2004: Kisvárosi gyilkosságok (Midsomer Murders), tévésorozat, The Fisher King c. epizód; Nathan Green
- 2004: Elátkozott Ella (Ella Enchanted); Nish
- 2004: Eszeveszett bokszoló (Casablanca Driver); Joe Mateo ügynök
- 2004: Modigliani; Achilles Hébuterne
- 2004: Tolvajszezon (Out of Season); Michael Philipps
- 2004: Tolvajok hercege (The Thief Lord); Victor
- 2006: Békavári uraság – Az új kaland (The Wind in the Willows), tévéfilm; mozdonyvezető
- 2007: Felépülés (Recovery); Mr. Lockwood
- 2007: Kasszandra álma (Cassandra’s Dream); garázsmester
- 2007: A néma szemtanú (Silent Witness), tévésorozat, két epizódban; Malcolm Young
- 2007: Az arany iránytű (The Golden Compass); John Faa
- 2008: Nyakig a pácban (Caught in a Trap), tévéfilm; Brian Perkins
- 2009: Burleszk tündérmesék (Burlesque Fairytales); konferanszié
- 2009: Teremtés (Creation); Parslow
- 2010: Alice Csodaországban (Alice in Wonderland); hóhér
- 2010: Ki vagy, doki? (Doctor Who), nyolcadik doktor évada, Series); Bernard testvér
- 2011: Egy hét Marilynnel (My Week with Marilyn); Barry
- 2010–2015: Downton Abbey, tévésorozat; Charles Carson
- 2017: Transformers: Az utolsó lovag (Transformers: The Last Knight); Cogman hangja
- 2017: A kis vámpír (The Little Vampire), animációs film; Rookery hangja
- 2018: Lear király (King Lear), tévéfilm; Kent grófja
- 2018: Férfiak fecskében (Swimming with Men); Ted
- 2017–2019: Templomosok (Knightfall); tévésorozat; Bonifác pápa
- 2019: Downton Abbey, mozifilm; Charles Carson
- 2019: A hazugság művészete (The Good Liar); Vincent
- 2021–2022: Downton Abbey 2., készülő film; Charles Carson

## További információ
- Jim Carter a PORT.hu-n (magyarul)
- Jim Carter az Internetes Szinkronadatbázisban (magyarul)
- Jim Carter az Internet Movie Database-ben (angolul)
- Jim Carter a Rotten Tomatoeson (angolul)
- Jim Carter az AlloCiné weboldalán (franciául)
- Jim Carter Profile. Famousfix.com. (Hozzáférés: 2023. január 18.)
- Jim Carter (actor) Timeline featuring movies and other highlights. bing.com. (Hozzáférés: 2023. január 18.)